# Нерпа кільчаста ботнічна
Нерпа кільчаста ботнічна (Pusa hispida botnica) — підвид кільчастої нерпи (Pusa hispida).

## Поширення
Мешкає в Ботнічній затоці, Архіпелаговому морі, Ризькій та Фінській затоках. Основна популяція припадає на Ботнічну затоку, де, за оцінками 2015 року, проживало 17 600 особин. У Ризькій затоці нарахували 1400 особин, але їхня кількість зменшується. У східній частині Фінської затоки мешкає близько сотні особин.

## Опис
Дрібний тюлень, завдовжки 1-1,6 м, вагою 45-90 г. Дорослий тюлень сірого строкатого забарвлення, новонароджене щеня кремово-біле. Голова вужча, ніж у нерпи саїмаанської.